# Julio César López
Julio César López  Iturbe ,Guaira ]], Paraguay, 18 de abril de 1986) es un futbolista profesional paraguayo. Actualmente juega para Sportivo Rivadavia en el Torneo Federal B.

## Clubes
| Club                     | País      | Año         |
| ------------------------ | --------- | ----------- |
| Club Sportivo Trinidense | Paraguay  | 2008        |
| 2 de Mayo                | Paraguay  | 2008 - 2009 |
| San Martín de Tucumán    | Argentina | 2009 - 2012 |
| Chiapas Fútbol Club      | México    | 2012 - 2013 |
| Independiente FBC        | Paraguay  | 2014 - 2015 |
| Resistencia Sport Club   | Paraguay  | 2015 - 2017 |
| Sportivo Rivadavia       | Argentina | 2017        |

- Datos: Q6309235